# Sérieuse
La Sérieuse fou una fragata de 32 canons de la classe Magicienne de la reial armada francesa, construïda per J.M.B. a Toló el 1779. El seu primer capitá va ser Claude Laurent de Burgues de Missiessy (1735-1818). El 1781, un cop acabada la campanya de Menorca, transportà de bell nou els soldats al continent. Es trobava estacionat a Toló quan els britànics van ocupar la ciutat. Quan van abandonar-la el 18 de desembre del 1793, intentaren calar-hi foc, però les tropes revolucionàries franceses van poder salvar el vaixell. El 9 de juny del 1794, a les envistes de Niça, captura l'HMS Speedy. El 1798 pren part de l'Expedició d'Egipte. Vaixel més petit de la flota de Napoleó Bonaparte a la batalla del Nil, en un intent de reforçar la minvada tripulació de l'HMS Tonnant, envia 150 dels seus mariners. La nit del 2 d'agost del 1798 és enfonsat pel HMS Orion.
L'escriptor Alfred de Vigny li dedica un poema èpic al seu recull Poèmes Antiques et modernes, del qual els dos primers versos van tornar-se un clàssic: «Qu'elle était belle, ma Frégate, Lorsqu'elle voguait dans le vent!» (traducció: «Que maca que era, la meva fregata, quan navegava a tota vela»).